# 武城県 (威県)
武城県（ぶじょう-けん）は中華人民共和国河北省にかつて存在した県。現在の邢台市威県東部に相当する。
596年（開皇16年）、隋朝により設置され、626年（武徳9年）、唐朝により廃止された。